# Bark at the Moon Tour
Bark at the Moon Tour es el nombre de la cuarta gira de conciertos del músico británico  Ozzy Osbourne como solista. Dio inicio el 10 de noviembre de 1983 y finalizó el 19 de enero de 1985, llevándolo por primera vez a Suramérica al festival Rock en Rio de 1985.

## Personal

### Europa
- Ozzy Osbourne – Voz
- Jake E. Lee – Guitarra
- Bob Daisley – Bajo
- Carmine Appice – Batería
- Don Airey – Teclados

### Bark at the Moon
- Ozzy Osbourne – Voz
- Jake E. Lee – Guitarra
- Bob Daisley – Bajo
- Tommy Aldridge – Batería
- Don Airey – Teclados

## Lista de canciones
Canciones tocadas en todas las presentaciones
"O Fortuna" (Carl Orff) [Intro]
1. "I Don't Know"
2. "Mr Crowley"
3. "Over the Mountain"
4. "Rock 'N' Roll Rebel"
5. "Bark at the Moon"
6. "Revelation Mother Earth"
7. "Steal Away the Night"
8. "So Tired"
9. "Suicide Solution" y solo de guitarra
10. "Centre of Eternity"
11. Solo de batería
12. "Flying High Again"
13. "Iron Man" y "Crazy Train"
14. "Paranoid"
15. "Goodbye to Romance"

Setlist típico
"O Fortuna" (Carl Orff)
1. "I Don't Know"
2. "Mr Crowley"
3. "Rock 'N' Roll Rebel"
4. "Bark at the Moon"
5. "Revelation Mother Earth"
6. "Steal Away the Night"
7. "Suicide Solution" y solo de guitarra
8. "Centre of Eternity"
9. Solo de batería
10. "Flying High Again"
11. "Iron Man" y "Crazy Train"
12. "Paranoid"

## Fechas
| Fecha                                                                                             | Ciudad                        | País           | Escenario                                           |
| Europa                                                                                            | Europa                        | Europa         | Europa                                              |
| ------------------------------------------------------------------------------------------------- | ----------------------------- | -------------- | --------------------------------------------------- |
| 10 de noviembre de 1983                                                                           | Leicester                     | Inglaterra     | De Montfort Hall                                    |
| 11 de noviembre de 1983                                                                           | Ipswich                       | Inglaterra     | Ipswich Gaumont Theatre                             |
| 12 de noviembre de 1983                                                                           | Leeds                         | Inglaterra     | University Refectory                                |
| 14 de noviembre de 1983                                                                           | Bristol                       | Inglaterra     | Colston Hall                                        |
| 15 de noviembre de 1983                                                                           | Derby                         | Inglaterra     | Assembly Rooms                                      |
| 16 de noviembre de 1983                                                                           | Sheffield                     | Inglaterra     | Sheffield City Hall                                 |
| 18 de noviembre de 1983                                                                           | Newcastle                     | Inglaterra     | Mayofair Ballroom                                   |
| 19 de noviembre de 1983                                                                           | Glasgow                       | Escocia        | The Apollo                                          |
| 20 de noviembre de 1983                                                                           | Edinburgh                     | Escocia        | Edinburgh Playhouse                                 |
| 22 de noviembre de 1983                                                                           | Birmingham                    | Inglaterra     | Birmingham Odeon                                    |
| 23 de noviembre de 1983                                                                           | Birmingham                    | Inglaterra     | Birmingham Odeon                                    |
| 24 de noviembre de 1983                                                                           | Liverpool                     | Inglaterra     | Royal Court Theatre                                 |
| 26 de noviembre de 1983                                                                           | Mánchester                    | Inglaterra     | O2 Apollo Mánchester                                |
| 27 de noviembre de 1983                                                                           | Stoke                         | Inglaterra     | Victoria Hall                                       |
| 29 de noviembre de 1983                                                                           | Londres                       | Inglaterra     | Hammersmith Odeon                                   |
| 30 de noviembre de 1983                                                                           | Londres                       | Inglaterra     | Hammersmith Odeon                                   |
| 1 de diciembre de 1983                                                                            | Birmingham                    | Inglaterra     | Birmingham Odeon                                    |
| 3 de diciembre de 1983                                                                            | Copenhague                    | Dinamarca      | The Salt Warehouse                                  |
| 4 de diciembre de 1983                                                                            | Lund                          | Suecia         | Olympen                                             |
| 5 de diciembre de 1983                                                                            | Stockholm                     | Suecia         | Draken                                              |
| 6 de diciembre de 1983                                                                            | Stockholm                     | Suecia         | Draken                                              |
| 8 de diciembre de 1983                                                                            | Bremen                        | Alemania       | ÖVB Arena                                           |
| 10 de diciembre de 1983                                                                           | Zwolle                        | Holanda        | IJsselhallen                                        |
| 12 de diciembre de 1983                                                                           | Múnich                        | Alemania       | Löwenbräukeller                                     |
| 13 de diciembre de 1983                                                                           | Sindelfingen                  | Alemania       | Sindelfingen Exhibition Hall                        |
| 14 de diciembre de 1983                                                                           | Offenbach                     | Alemania       | Stadthalle Offenbach                                |
| 15 de diciembre de 1983                                                                           | Bruselas                      | Bélgica        | Forest National                                     |
| 17 de diciembre de 1983                                                                           | Dortmund                      | Alemania       | Westfalenhallen                                     |
| 18 de diciembre de 1983                                                                           | Dortmund                      | Alemania       | Westfalenhallen                                     |
| 19 de diciembre de 1983                                                                           | Ludwigshafen                  | Alemania       | Friedrich-Ebert-Halle                               |
| 20 de diciembre de 1983                                                                           | Neunkirchen                   | Alemania       | Hemmerleinhalle                                     |
| 22 de diciembre de 1983                                                                           | París                         | Francia        | Balard Space                                        |
| Norteamérica (primera etapa) Junto a Mötley Crüe (10 de enero–24 de marzo; 15–28 de mayo de 1984) |                               |                |                                                     |
| Enero 8-10, 1984                                                                                  | Portland, Maine               | Estados Unidos | Cumberland County Civic Arena                       |
| 12 de enero de 1984                                                                               | Glens Falls, New York         | Estados Unidos | Glens Falls Civic Arena                             |
| 13 de enero de 1984                                                                               | Binghamton, New York          | Estados Unidos | Broome County Veterans Memorial Arena               |
| 15 de enero de 1984                                                                               | Philadelphia                  | Estados Unidos | Spectrum                                            |
| 16 de enero de 1984                                                                               | Philadelphia                  | Estados Unidos | Spectrum                                            |
| 17 de enero de 1984                                                                               | Worcester                     | Estados Unidos | Centrum                                             |
| 18 de enero de 1984                                                                               | Bethlehem, Pensilvania        | Estados Unidos | Stabler Arena                                       |
| 20 de enero de 1984                                                                               | Providence, Rhode Island      | Estados Unidos | Providence Civic Arena                              |
| 21 de enero de 1984                                                                               | Boston                        | Estados Unidos | Boston Garden                                       |
| 22 de enero de 1984                                                                               | East Rutherford, New Jersey   | Estados Unidos | Izod Center                                         |
| 24 de enero de 1984                                                                               | New Haven, Connecticut        | Estados Unidos | New Haven Coliseum                                  |
| 25 de enero de 1984                                                                               | Hempstead, New York           | Estados Unidos | Nassau Coliseum                                     |
| 27 de enero de 1984                                                                               | Rochester, New York           | Estados Unidos | Rochester Community War Memorial Arena              |
| 28 de enero de 1984                                                                               | Buffalo, New York             | Estados Unidos | Buffalo Memorial Auditorium                         |
| 30 de enero de 1984                                                                               | New York City                 | Estados Unidos | Madison Square Garden                               |
| 1 de febrero de 1984                                                                              | Landover, Maryland            | Estados Unidos | Capital Centre                                      |
| 2 de febrero de 1984                                                                              | Pittsburgh                    | Estados Unidos | Civic Arena                                         |
| 4 de febrero de 1984                                                                              | Indianápolis                  | Estados Unidos | Market Square Arena                                 |
| 5 de febrero de 1984                                                                              | Cincinnati                    | Estados Unidos | Riverfront Coliseum                                 |
| 7 de febrero de 1984                                                                              | Richfield, Ohio               | Estados Unidos | Richfield Coliseum                                  |
| 8 de febrero de 1984                                                                              | Lexington, Kentucky           | Estados Unidos | Rupp Arena                                          |
| 9 de febrero de 1984                                                                              | St. Louis                     | Estados Unidos | St. Louis Arena                                     |
| 11 de febrero de 1984                                                                             | Kansas City, Misuri           | Estados Unidos | Kansas City Municipal Arena                         |
| 12 de febrero de 1984                                                                             | Tulsa, Oklahoma               | Estados Unidos | Tulsa Convention Center Arena                       |
| 13 de febrero de 1984                                                                             | Norman, Oklahoma              | Estados Unidos | Lloyd Noble Center                                  |
| 14 de febrero de 1984                                                                             | Amarillo, Texas               | Estados Unidos | Amarillo Civic Coliseum                             |
| 16 de febrero de 1984                                                                             | Dallas                        | Estados Unidos | Reunion Arena                                       |
| 17 de febrero de 1984                                                                             | Houston                       | Estados Unidos | The Summit                                          |
| 19 de febrero de 1984                                                                             | New Orleans                   | Estados Unidos | Lakefront Arena                                     |
| 20 de febrero de 1984                                                                             | Mobile, Alabama               | Estados Unidos | Mobile Municipal Arena                              |
| 22 de febrero de 1984                                                                             | Jacksonville                  | Estados Unidos | Jacksonville Coliseum                               |
| 23 de febrero de 1984                                                                             | Lakeland, Florida             | Estados Unidos | Lakeland Civic Arena                                |
| 24 de febrero de 1984                                                                             | Pembroke Pines                | Estados Unidos | Hollywood Sportatorium                              |
| 26 de febrero de 1984                                                                             | Birmingham                    | Estados Unidos | Boutwell Memorial Auditorium                        |
| 27 de febrero de 1984                                                                             | Atlanta                       | Estados Unidos | Omni Coliseum                                       |
| 1 de marzo de 1984                                                                                | Memphis                       | Estados Unidos | Mid-South Coliseum                                  |
| 3 de marzo de 1984                                                                                | Rosemont, Illinois            | Estados Unidos | Rosemont Horizon                                    |
| 4 de marzo de 1984                                                                                | Rosemont, Illinois            | Estados Unidos | Rosemont Horizon                                    |
| 5 de marzo de 1984                                                                                | Milwaukee                     | Estados Unidos | MECCA Arena                                         |
| 6 de marzo de 1984                                                                                | Detroit                       | Estados Unidos | Joe Louis Arena                                     |
| 8 de marzo de 1984                                                                                | Madison, Wisconsin            | Estados Unidos | Dane County Veterans Memorial Coliseum              |
| 9 de marzo de 1984                                                                                | Bloomington, Minnesota        | Estados Unidos | Met Center                                          |
| 10 de marzo de 1984                                                                               | Omaha, Nebraska               | Estados Unidos | Omaha Civic Arena                                   |
| 12 de marzo de 1984                                                                               | Denver                        | Estados Unidos | McNichols Sports Arena                              |
| 13 de marzo de 1984                                                                               | Albuquerque, Nuevo México     | Estados Unidos | Tingley Coliseum                                    |
| 14 de marzo de 1984                                                                               | Tucson, Arizona               | Estados Unidos | Tucson Community Center Arena                       |
| 16 de marzo de 1984                                                                               | Las Vegas                     | Estados Unidos | Thomas and Mack Center                              |
| 18 de marzo de 1984                                                                               | Salt Lake City                | Estados Unidos | Salt Palace                                         |
| 19 de marzo de 1984                                                                               | Boise, Idaho                  | Estados Unidos | BSU Pavilion                                        |
| 20 de marzo de 1984                                                                               | Spokane, Washington           | Estados Unidos | Spokane Coliseum                                    |
| 22 de marzo de 1984                                                                               | Seattle                       | Estados Unidos | Seattle Coliseum                                    |
| 23 de marzo de 1984                                                                               | Vancouver                     | Canadá         | Pacific Coliseum                                    |
| 24 de marzo de 1984                                                                               | Portland, Oregon              | Estados Unidos | Veterans Memorial Coliseum                          |
| 27 de marzo de 1984                                                                               | Reno, Nevada                  | Estados Unidos | Lawlor Event Center                                 |
| 28 de marzo de 1984                                                                               | Daly City, California         | Estados Unidos | Cow Palace                                          |
| 29 de marzo de 1984                                                                               | Fresno, California            | Estados Unidos | Selland Arena                                       |
| 31 de marzo de 1984                                                                               | San Diego                     | Estados Unidos | San Diego Sports Arena                              |
| 1 de abril de 1984                                                                                | Phoenix, Arizona              | Estados Unidos | Arizona Veterans Memorial Coliseum                  |
| Abril 2 o 3?, 1984                                                                                | Irvine, California            | Estados Unidos | Irvine Meadows Amphitheatre                         |
| 4 de abril de 1984                                                                                | Long Beach, California        | Estados Unidos | Long Beach Arena                                    |
| 5 de abril de 1984                                                                                | Long Beach, California        | Estados Unidos | Long Beach Arena                                    |
| Norteamérica (segunda etapa)                                                                      |                               |                |                                                     |
| 21 de abril de 1984                                                                               | Grand Forks, North Dakota     | Estados Unidos | Ralph Engelstad Arena                               |
| 22 de abril de 1984                                                                               | Duluth, Minnesota             | Estados Unidos | Duluth Arena                                        |
| 24 de abril de 1984                                                                               | Toledo, Ohio                  | Estados Unidos | Toledo Sports Arena                                 |
| 25 de abril de 1984                                                                               | Toronto                       | Canadá         | Maple Leaf Gardens                                  |
| 26 de abril de 1984                                                                               | Montreal                      | Canadá         | The Mustache Club                                   |
| 27 de abril de 1984                                                                               | Montreal                      | Canadá         | Montreal Forum                                      |
| 28 de abril de 1984                                                                               | Quebec                        | Canadá         | Quebec Coliseum                                     |
| 30 de abril de 1984                                                                               | Ottawa                        | Canadá         | Ottawa Civic Arena                                  |
| 1 de mayo de 1984                                                                                 | Syracuse, New York            | Estados Unidos | Onondaga County War Memorial Arena                  |
| 2 de mayo de 1984                                                                                 | Worcester, Massachusetts      | Estados Unidos | The Centrum                                         |
| 5 de mayo de 1984                                                                                 | Charleston, West Virginia     | Estados Unidos | Charleston Civic Coliseum                           |
| 6 de mayo de 1984                                                                                 | Hampton, Virginia             | Estados Unidos | Hampton Coliseum                                    |
| 8 de mayo de 1984                                                                                 | Greensboro, North Carolina    | Estados Unidos | Greensboro Coliseum                                 |
| 9 de mayo de 1984                                                                                 | Greenville, South Carolina    | Estados Unidos | Greenville Memorial Auditorium                      |
| 11 de mayo de 1984                                                                                | Charlotte, North Carolina     | Estados Unidos | Bojangles' Coliseum                                 |
| 13 de mayo de 1984                                                                                | Knoxville, Tennessee          | Estados Unidos | Knoxville Civic Coliseum                            |
| 15 de mayo de 1984                                                                                | Memphis, Tennessee            | Estados Unidos | Mid-South Coliseum                                  |
| 16 de mayo de 1984                                                                                | Nashville, Tennessee          | Estados Unidos | Nashville Municipal Auditorium                      |
| 18 de mayo de 1984                                                                                | Jacksonville, Florida         | Estados Unidos | Jacksonville Coliseum                               |
| 19 de mayo de 1984                                                                                | Pembroke Pines, Florida       | Estados Unidos | Hollywood Sportatorium                              |
| 20 de mayo de 1984                                                                                | Tampa, Florida                | Estados Unidos | USF Sun Dome                                        |
| 22 de mayo de 1984                                                                                | Atlanta                       | Estados Unidos | Omni Coliseum                                       |
| 23 de mayo de 1984                                                                                | Birmingham, Alabama           | Estados Unidos | Boutwell Memorial Auditorium                        |
| 25 de mayo de 1984                                                                                | Louisville, Kentucky          | Estados Unidos | Cardinal Stadium                                    |
| 26 de mayo de 1984                                                                                | Peoria, Illinois              | Estados Unidos | Peoria Civic Arena                                  |
| 27 de mayo de 1984                                                                                | Pine Grove Township, Míchigan | Estados Unidos | Timber Ridge Ski Area (American Rock Festival 1984) |
| 28 de mayo de 1984                                                                                | Des Moines, Iowa              | Estados Unidos | Iowa State Fairgrounds Grandstand (Iowa Jam 1984)   |
| 30 de mayo de 1984                                                                                | Rockford, Illinois            | Estados Unidos | Rockford MetroCenter                                |
| 1 de junio de 1984                                                                                | Fort Wayne, Indiana           | Estados Unidos | Allen County War Memorial Coliseum                  |
| 3 de junio de 1984                                                                                | Jackson, Misisipi             | Estados Unidos | Mississippi Coliseum                                |
| 6 de junio de 1984                                                                                | Biloxi, Misisipi              | Estados Unidos | Mississippi Coast Coliseum                          |
| 8 de junio de 1984                                                                                | Houston                       | Estados Unidos | Astrodome (Texxas Jam)                              |
| 10 de junio de 1984                                                                               | Dallas                        | Estados Unidos | Cotton Bowl                                         |
| Asia                                                                                              |                               |                |                                                     |
| 28 de junio de 1984                                                                               | Tokio                         | Japón          | Tokyo Kōsei Nenkin Kaikan                           |
| 29 de junio de 1984                                                                               | Tokio                         | Japón          | Tokyo Kōsei Nenkin Kaikan                           |
| 30 de junio de 1984                                                                               | Nagoya                        | Japón          | Nagoya Civic Assembly Hall                          |
| 2 de julio de 1984                                                                                | Osaka                         | Japón          | Festival Hall                                       |
| 3 de julio de 1984                                                                                | Fukuoka                       | Japón          | Fukuoka Sunpalace                                   |
| 5 de julio de 1984                                                                                | Nakano, Tokio                 | Japón          | Nakano Sun Plaza Hall                               |
| 6 de julio de 1984                                                                                | Nakano, Tokio                 | Japón          | Nakano Sun Plaza Hall                               |
| 7 de julio de 1984                                                                                | Shibuya                       | Japón          | Shibuya Public Hall                                 |
| Norteamérica                                                                                      |                               |                |                                                     |
| 4 de agosto de 1984                                                                               | San Juan, Puerto Rico         | Puerto Rico    | Hiram Bithorn Stadium                               |
| Europa                                                                                            |                               |                |                                                     |
| Monsters of Rock                                                                                  |                               |                |                                                     |
| 18 de agosto de 1984                                                                              | Castle Donington              | Inglaterra     | Donington Park                                      |
| Breaking Sound Festival                                                                           |                               |                |                                                     |
| 29 de agosto de 1984                                                                              | París                         | Francia        | Bourget Rotunda                                     |
| 30 de agosto de 1984                                                                              | París                         | Francia        | Bourget Rotunda                                     |
| Monsters of Rock                                                                                  |                               |                |                                                     |
| 1 de septiembre de 1984                                                                           | Karlsruhe                     | Alemania       | Wildparkstadion                                     |
| 2 de septiembre de 1984                                                                           | Núremberg                     | Alemania       | Zeppelin Field                                      |
| Rock in Rio                                                                                       |                               |                |                                                     |
| 16 de enero de 1985                                                                               | Río de Janeiro                | Brasil         | Rio Rock City                                       |
| 19 de enero de 1985                                                                               | Río de Janeiro                | Brasil         | Rio Rock City                                       |